# Taetro
La Asociación Cultural Taetro es una entidad sin ánimo de lucro dedicada a la promoción, difusión y creación de teatro contemporáneo en Chiclana de la Frontera, en la provincia de Cádiz, España. Fundada en 1991, su principal objetivo es el fomento de la dramaturgia actual, especialmente de autores noveles, mediante actividades culturales, concursos y representaciones teatrales.

## Historia
Taetro nació a principios de los años 90 como un colectivo independiente formado por jóvenes creadores con inquietudes escénicas. Desde sus inicios, la asociación apostó por dar visibilidad a nuevas voces del teatro, impulsando obras originales, festivales y encuentros dramatúrgicos.
A lo largo de su trayectoria, Taetro ha acogido en sus propuestas a dramaturgos de toda España e incluso del extranjero, contribuyendo a dinamizar la vida cultural del municipio de Chiclana y la provincia de Cádiz. Ha sido pionera en la creación de espacios alternativos para el teatro contemporáneo en la comarca de la Bahía de Cádiz.

## Actividades destacadas
- Certamen Internacional de Textos Teatrales Miguel Romero Esteo: uno de los concursos de dramaturgia más reconocidos a nivel nacional para autores noveles. Su nombre rinde homenaje al dramaturgo andaluz Miguel Romero Esteo.
- Muestras de Teatro Breve: encuentros periódicos donde se representan obras cortas de autores emergentes.
- Lecturas dramatizadas: puestas en escena en formato de lectura que permiten el estreno no convencional de textos teatrales.
- Talleres y formación: actividades formativas dirigidas a actores, autores y aficionados al teatro, con especial atención a jóvenes y colectivos en riesgo de exclusión.

## Reconocimientos
Taetro ha sido reconocida por su labor cultural tanto a nivel local como autonómico. Su labor ha sido destacada en distintos medios especializados y ha colaborado con instituciones como el Ayuntamiento de Chiclana, la Diputación de Cádiz y la Universidad de Cádiz.